# Naturschutzgebiet Oestricher Wald
Der Oestricher Wald ist ein in Ahlen im Kreis Warendorf in Nordrhein-Westfalen gelegenes Naturschutzgebiet. Das 10 Hektar große Areal wird auch als Übungsgebiet für die Westfalen-Kaserne genutzt.

## Bedeutung
Die Feuchtwiesen sind seit 1993 als Naturschutzgebiet WAF-037 ausgewiesen.

## Flora und Fauna
Im mittleren Gebietsteil weist der Oestricher Wald höhere Anteile bodensaurer Eichen- und Buchenwälder auf. Vereinzeltes stehendes Totholz bietet Brutmöglichkeiten insbesondere für Schwarzspechte. Einzelne Bäche innerhalb des Waldgebiets weisen stark mäandrierende Läufe auf.